# العطاية (صخور الرحامنة)
العطاية هي إحدى مشيخات المملكة المغربية، تتبع جغرافيا لإقليم الرحامنة وإداريًا لصخور الرحامنة. يقدر عدد سكانها بـ 11005 نسمة حسب الإحصاء الرسمي للسكان والسكنى لسنة 2004.